# Alex i Emma
Alex i Emma (tytuł oryg. Alex & Emma) – amerykański film fabularny z 2003 roku, wyreżyserowany przez Roba Reinera.